# Hernieuwbare energie in België

Elektriciteitsproductie in België

Hernieuwbare energie in België kent een even steile opmars als elders in de Europese Unie. Een studie van VITO, het Federaal Planbureau en studiebureau ICEDD toonde aan dat het haalbaar is om naar 100% hernieuwbare energie te gaan in België tegen 2050. Dit zou 20.000 tot 60.000 nieuwe banen opleveren en een grote besparing inhouden doordat geen fossiele brandstoffen ingevoerd moeten worden.
De huidige situatie, aan het begin van deze energietransitie, is de volgende: België heeft zich in 2009 geëngageerd om tegen 2020 13% van alle energie uit hernieuwbare bronnen te halen. Pas eind 2015 is er een akkoord gekomen over de verdeling van deze inspanning tussen de verschillende overheden. Het akkoord gaat ervan uit dat de verwachte daling van het eindenergieverbruik in 2020 gerealiseerd wordt. In dat geval komt de Belgische doelstelling van 13 procent hernieuwbare energieproductie neer op 4.224 ktoe (kiloton olie-equivalent). Daarvan zal het Vlaams gewest 2.156 ktoe voor zijn rekening nemen (51%), Wallonië 1.277 ktoe (30%), het federale niveau (offshore) 718 ktoe (17%) en Brussel 73 ktoe (2%).
Het aandeel duurzame energie was in 2017 9,1% van de totale energievoorziening.
In 2018 was het aandeel duurzaam opgewekte elektriciteit gestegen tot 25,6%:
- windenergie 10,4%
- biomassa, biogas en afval 8,4%
- zonne-energie 5%
- gepompte waterkracht: 1,4%
- waterkracht 0,4%

## Elektriciteit

### Overzicht
| Hernieuwbare elektriciteit in Belgische elektriciteitsproductie (kiloton olie-equivalent) | Hernieuwbare elektriciteit in Belgische elektriciteitsproductie (kiloton olie-equivalent) | Hernieuwbare elektriciteit in Belgische elektriciteitsproductie (kiloton olie-equivalent) | Hernieuwbare elektriciteit in Belgische elektriciteitsproductie (kiloton olie-equivalent) |
| Energiebron                                                                               | 2004                                                                                      | 2009                                                                                      | 2014                                                                                      |
| ----------------------------------------------------------------------------------------- | ----------------------------------------------------------------------------------------- | ----------------------------------------------------------------------------------------- | ----------------------------------------------------------------------------------------- |
| Hydro                                                                                     | 31,9                                                                                      | 31,2                                                                                      | 31,2                                                                                      |
| Wind                                                                                      | 12,5                                                                                      | 81,8                                                                                      | 365,7                                                                                     |
| Zon                                                                                       | 0,1                                                                                       | 14,3                                                                                      | 247,9                                                                                     |
| Vaste biomassa                                                                            | 44,1                                                                                      | 228,5                                                                                     | 226,3                                                                                     |
| Andere                                                                                    | 45,2                                                                                      | 111,1                                                                                     | 151,9                                                                                     |
| Totaal                                                                                    | 133,7                                                                                     | 466,9                                                                                     | 1.023,0                                                                                   |
| Hernieuwbaar aandeel stroomproductie                                                      | 1,69%                                                                                     | 6,17%                                                                                     | 13,36%                                                                                    |

In 2012 werd 6,8% van de energie uit hernieuwbare bronnen gehaald, tegenover 5,2% in 2011 en 5% in 2010. Van de buurlanden scoort enkel Nederland slechter met 4,5%, Duitsland (12,4%) en Frankrijk (13,4%) doen het beter.
| Percentage hernieuwbare energie in bruto totale energieconsumptie | Percentage hernieuwbare energie in bruto totale energieconsumptie | Percentage hernieuwbare energie in bruto totale energieconsumptie | Percentage hernieuwbare energie in bruto totale energieconsumptie | Percentage hernieuwbare energie in bruto totale energieconsumptie | Percentage hernieuwbare energie in bruto totale energieconsumptie |
| Gebied                                                            | 2004                                                              | 2010                                                              | 2011                                                              | 2012                                                              |                                                                   |
| ----------------------------------------------------------------- | ----------------------------------------------------------------- | ----------------------------------------------------------------- | ----------------------------------------------------------------- | ----------------------------------------------------------------- | ----------------------------------------------------------------- |
| België                                                            | 1,9                                                               | 5,0                                                               | 5,2                                                               | 6,8                                                               |                                                                   |
| Duitsland                                                         | 5,8                                                               | 10,7                                                              | 11,6                                                              | 12,4                                                              |                                                                   |
| Frankrijk                                                         | 9,3                                                               | 12,7                                                              | 11,3                                                              | 13,4                                                              |                                                                   |
| Nederland                                                         | 1,9                                                               | 3,7                                                               | 4,3                                                               | 4,5                                                               |                                                                   |
| EU-28                                                             | 8,3                                                               | 12,5                                                              | 12,9                                                              | 14,1                                                              |                                                                   |

### Windenergie
| Capaciteit aan windenergie in MW | Capaciteit aan windenergie in MW | Capaciteit aan windenergie in MW | Capaciteit aan windenergie in MW | Capaciteit aan windenergie in MW | Capaciteit aan windenergie in MW | Capaciteit aan windenergie in MW | Capaciteit aan windenergie in MW | Capaciteit aan windenergie in MW | Capaciteit aan windenergie in MW | Capaciteit aan windenergie in MW | Capaciteit aan windenergie in MW | Capaciteit aan windenergie in MW | Capaciteit aan windenergie in MW | Capaciteit aan windenergie in MW | Capaciteit aan windenergie in MW | Capaciteit aan windenergie in MW | Capaciteit aan windenergie in MW | Capaciteit aan windenergie in MW |
| Gebied                           | 1998                             | 1999                             | 2000                             | 2001                             | 2002                             | 2003                             | 2003                             | 2005                             | 2006                             | 2007                             | 2008                             | 2009                             | 2010                             | 2011                             | 2012                             | 2013                             | 2014                             | 2015                             |
| -------------------------------- | -------------------------------- | -------------------------------- | -------------------------------- | -------------------------------- | -------------------------------- | -------------------------------- | -------------------------------- | -------------------------------- | -------------------------------- | -------------------------------- | -------------------------------- | -------------------------------- | -------------------------------- | -------------------------------- | -------------------------------- | -------------------------------- | -------------------------------- | -------------------------------- |
| België                           | 6                                | 6                                | 13                               | 32                               | 35                               | 68                               | 96                               | 167                              | 194                              | 287                              | 415                              | 563                              | 911                              | 1,078                            | 1,375                            | 1,651                            | 1,959                            | 2,2                              |
| -Vlaanderen                      |                                  |                                  |                                  |                                  |                                  |                                  |                                  |                                  |                                  |                                  |                                  |                                  |                                  |                                  |                                  | 480                              |                                  |                                  |
| -Wallonië                        |                                  |                                  |                                  |                                  |                                  |                                  |                                  |                                  |                                  |                                  |                                  |                                  |                                  |                                  |                                  | 618                              |                                  |                                  |
| -Offshore (Belgische Noordzee)   |                                  |                                  |                                  |                                  |                                  |                                  |                                  |                                  |                                  |                                  |                                  |                                  |                                  |                                  |                                  | 625                              |                                  |                                  |
| EU-28                            | 6,453                            | 9,678                            | 12,887                           | 17,315                           | 23,159                           | 28,599                           | 34,383                           | 40,511                           | 48,069                           | 56,517                           | 64,712                           | 74,767                           | 84,074                           | 93,957                           | 105,696                          | 117,289                          | 128,8                            | 141,579                          |
| Europa                           |                                  |                                  |                                  |                                  |                                  |                                  |                                  | 40,898                           | 48,563                           | 57,136                           | 65,741                           | 76,152                           | 86,075                           | 96,607                           | 109,238                          | 121,474                          | 133,968                          | 147,772                          |

### Zonne-energie
Zonne-energie wordt voornamelijk met zonnepanelen opgewekt (via fotovoltaïsche cellen).

#### Zonnepanelen
| Capaciteit aan fotovoltaïsche zonne-energie in MW | Capaciteit aan fotovoltaïsche zonne-energie in MW | Capaciteit aan fotovoltaïsche zonne-energie in MW | Capaciteit aan fotovoltaïsche zonne-energie in MW | Capaciteit aan fotovoltaïsche zonne-energie in MW | Capaciteit aan fotovoltaïsche zonne-energie in MW | Capaciteit aan fotovoltaïsche zonne-energie in MW | Capaciteit aan fotovoltaïsche zonne-energie in MW | Capaciteit aan fotovoltaïsche zonne-energie in MW | Capaciteit aan fotovoltaïsche zonne-energie in MW |           |           |            |          |          |            |
| Gebied                                            | 2005                                              | 2006                                              | 2007                                              | 2008                                              | 2009                                              | 2010                                              | 2011                                              | 2012                                              | 2013                                              | 2014      | 2015      | 2016       | 2017     | 2018     | 2019       |
| ------------------------------------------------- | ------------------------------------------------- | ------------------------------------------------- | ------------------------------------------------- | ------------------------------------------------- | ------------------------------------------------- | ------------------------------------------------- | ------------------------------------------------- | ------------------------------------------------- | ------------------------------------------------- | --------- | --------- | ---------- | -------- | -------- | ---------- |
| België                                            | 2                                                 | 4                                                 | 22                                                | 71                                                | 363                                               | 1,037                                             | 1,812                                             | 2,650                                             | 2 983.4                                           | 3,140.1   | 3,228.1   | 3 561,0    | 3 846,0  | 3 986.5  | 4 530.5    |
| EU-27 / EU-28*                                    | 2,170                                             | 3,420                                             | 4,940                                             | 10,380                                            | 15,860                                            | 29,829                                            | 53,357                                            | 68,647*                                           | 78 798.2*                                         | 87,341.5* | 94,567.9* | 101 082,5* | 113.510* | 122.316* | 130 670.4* |

### Biomassa
Een groot deel van de hernieuwbare elektriciteit in België is afkomstig uit biomassa, vooral houtpellets. De centrale Max Green van 267 MW in Gent draait er volledig op. Ook Centrale des Awirs 80 MW.

### Waterkracht
Een pompcentrale van 1,2 GW is de waterkrachtcentrale van Coo-Trois-Ponts. Een kleinere pompcentrale werkt op de Meren van de Eau d'Heure 140 MW.
Het Energiepact voorziet tegen 2030 een industriële energieopslag van 2 GW.
Waterkrachtcentrales bevinden zich op de Gileppestuwdam 0,64 MW, het Meer van Bütgenbach, Pont-barrage d'Ivoz-Ramet 9,9 MW en Pont-barrage de Monsin 18 MW.
| Capaciteit aan waterkracht in MW | Capaciteit aan waterkracht in MW |
| Gebied                           | 2013                             |
| -------------------------------- | -------------------------------- |
| België                           | 112                              |

## Transport
Het vervoer in België is niet zeer hernieuwbaar, maar het aandeel hernieuwbaar is de laatste jaren wel stijgend. Dit komt vooral op het conto van de biobrandstoffen, die verplicht worden bijgemengd in benzine en diesel.
| Hernieuwbare energie in transport (kiloton olie-equivalent) | Hernieuwbare energie in transport (kiloton olie-equivalent) | Hernieuwbare energie in transport (kiloton olie-equivalent) | Hernieuwbare energie in transport (kiloton olie-equivalent) |
|                                                             | 2004                                                        | 2009                                                        | 2014                                                        |
| ----------------------------------------------------------- | ----------------------------------------------------------- | ----------------------------------------------------------- | ----------------------------------------------------------- |
| Hernieuwbare elektriciteit in wegvervoer                    | 0                                                           | 0                                                           | 0,1                                                         |
| Hernieuwbare elektriciteit in spoorvervoer                  | 18,5                                                        | 22,8                                                        | 31,6                                                        |
| Hernieuwbare elektriciteit in alle andere vervoer           | 0,1                                                         | 1,5                                                         | 0,5                                                         |
| Biobrandstoffen                                             | 0                                                           | 279,3                                                       | 387,6                                                       |
| Totaal                                                      | 133,7                                                       | 466,9                                                       | 1.023,0                                                     |
| Hernieuwbaar aandeel in totaal brandstofverbruik            | 1,69 %                                                      | 6,17%                                                       | 13,36%                                                      |

## Verwarming en koeling
| Hernieuwbare energie in verwarming en koeling (kiloton olie-equivalent) | Hernieuwbare energie in verwarming en koeling (kiloton olie-equivalent) | Hernieuwbare energie in verwarming en koeling (kiloton olie-equivalent) | Hernieuwbare energie in verwarming en koeling (kiloton olie-equivalent) |
|                                                                         | 2004                                                                    | 2009                                                                    | 2014                                                                    |
| ----------------------------------------------------------------------- | ----------------------------------------------------------------------- | ----------------------------------------------------------------------- | ----------------------------------------------------------------------- |
| Finaal energieverbruik                                                  | 567,9                                                                   | 1.027,5                                                                 | 1.246,1                                                                 |
| Restwarmte                                                              | 23,2                                                                    | 38,6                                                                    | 67,6                                                                    |
| Warmtepompen                                                            | 5,1                                                                     | 11,5                                                                    | 28,1                                                                    |
| Totaal                                                                  | 596,3                                                                   | 1.077,6                                                                 | 1.341,7                                                                 |
| Hernieuwbaar aandeel in totaal brandstofverbruik                        | 2,85%                                                                   | 5,87%                                                                   | 7,83%                                                                   |

#### Zonnecollectoren
Via zonnecollectoren (in combinatie met een boiler) kan warmte opgewekt worden.
| België | 188,263 | 203,593 | 229,703 |